# Béatrice Uria-Monzon
Béatrice Uria-Monzon (Agen, 28 dicembre 1963 – Agen, 19 luglio 2025) è stata un mezzosoprano francese.

## Biografia
Béatrice Uria-Monzon nacque ad Agen nel 1963, figlia di padre spagnolo e madre francese. Studiò canto all'Università di Bordeaux, al Conservatoire de Bordeaux, al Centre national d'insertion professionnelle des artistes lyriques di Marsiglia e all'École d'art lyrique dell'Opéra de Paris. Nel 1987 esordì al Théâtre national de l'Opéra-Comique nel ruolo della vicina nella Mavra, mentre nel 1988 fece il suo debutto all'Opéra Garnier come Fëdor in Boris Godunov. Nel 1989 fu Cherubino ne Le nozze di Figaro all'Opéra national de Lorraine.
Negli anni novanta si affermò come una delle più acclamate interpreti del ruolo di Carmen a livello mondiale, sostenendo il ruolo all'Opéra Bastille a più riprese tra il 1993 e il 1999, ma anche al Teatro Colón (1995), all'Opéra Royal de Wallonie (1996), al Teatro Massimo Vittorio Emanuele (1997), al Teatro Regio di Torino (1997), al Metropolitan Opera House (1998) e alla Wiener Staatsoper (annualmente tra il 1999 e il 2001).
Nel 2001 fu Hérodiade al Festival di Massenet, mentre l'esordio al Gran Teatre del Liceu è del 2003 come Gertrude in Hamlet; a Barcellona cantò anche come Venus in Tannhäuser (2008) e Carmen (2010, 2011). Nel 2007 invece fu la volta del debutto al Teatro dell'Opera di Roma come Charlotte nel Werther e due anni dopo vi tornò come Venus. Nel 2013 fu la Principessa d'Eboli nel Don Carlo al suo debutto al Covent Garden.
L'esordio scaligero avvenne nel 1992 e negli anni tornò al Piermarini come Giulietta ne I racconti di Hoffmann (2004, ruolo sostenuto nello stesso anno anche al Met), Tosca (2015) e la Principessa d'Eboli (2017). Aveva esordito nel ruolo di Tosca ad Avignone nel 2012, sostenendo poi la parte anche a Parigi nel 2014; un'altra incursione nel repertorio sopranile è stato con il ruolo di Lady Macbeth, interpretato per la prima volta a Bruxelles nel 2016.
È morta nel luglio 2025 nella natia Agen dopo una lunga malattia, all'età di 61 anni.

## Omaggi
- L'asteroide 31349 Uria-Monzon è stato chiamato così in suo onore.

## Discografia parziale
- Bizet: Carmen - Béatrice Uria-Monzon, Christian Papis, Leontina Văduva, Vincent Le Texier. Alain Lombard, Orchestre National Bordeaux Aquitaine. Auvidis Valois.
- Thomas: Hamlet - Simon Keenlyside, Natalie Dessay, Alain Vernhes, Béatrice Uria-Monzon, Daniil Shtoda. Bertrand de Billy.

## Videografia parziale
- Bizet, Carmen - Béatrice Uria-Monzon/Roberto Alagna/Marina Poplavskaya/Erwin Schrott/Marc Piollett, 2011 C major